# Имбе
Имбе (порт. Imbé) — муниципалитет в Бразилии, входит в штат Риу-Гранди-ду-Сул. Составная часть мезорегиона Агломерация Порту-Алегри. Входит в экономико-статистический микрорегион Озориу. Население составляет 15 856 человек на 2006 год. Занимает площадь 39,549 км². Плотность населения — 400,9 чел./км².

## История
Город основан 9 мая 1988 года.

## Статистика
- Валовой внутренний продукт на 2003 год составляет 97.378.391,00 реалов (данные: Бразильский институт географии и статистики).
- Валовой внутренний продукт на душу населения на 2003 год составляет 6.858,12 реалов (данные: Бразильский институт географии и статистики).
- Индекс развития человеческого потенциала на 2000 год составляет 0,819 (данные: Программа развития ООН).